# Morris (Alabama)
Morris es un pueblo ubicado en el condado de Jefferson en el estado estadounidense de Alabama. En el censo de 2000, su población era de 1827.

## Demografía
En el 2000 la renta per cápita promedia del hogar era de $ 46.296$, y el ingreso promedio para una familia era de 51.314$. El ingreso per cápita para la localidad era de 19.924$. Los hombres tenían un ingreso per cápita de 38.500$ contra 31.224$ para las mujeres.

## Geografía
Morris está situado en 33°44′51″N 86°48′25″O / 33.74750, -86.80694 (33.747374, -86.807023)
Según la Oficina del Censo de los EE. UU., la ciudad tiene un área total de 3.06 millas cuadradas (7.91 km²).